# Східне (озеро)
Східне — озеро на Корсиці, Франція.
Східне озеро знаходиться в улоговині на північному схилі Монте Ротондо. Його виходом є Ruisseau de Lomento. Це притока Рюїсо-Тімоццо, яка в свою чергу є притокою річки Рестоніка. Він розташований у вододілі річки Тавіньяно.